# گویش هراتی
گویش هراتی  یکی از گویش‌های فارسی خراسانی زبان فارسی است. این گویش نزدیکی زیادی با دیگر گویش‌های استان خراسان ایران به‌ویژه گویش تایبادی و تربتی جامی و کمابیش مشهدی دارد. گویش هراتی با تفاوت‌های ناچیزی در ولایت‌های هرات، فراه، غور و بادغیس افغانستان و بخش‌هایی از شرق استان خراسان ایران به کار می‌رود.
در گذشته، برخی آثار به این گویش نوشته شده است، از جمله مجالس خواجه عبدالله انصاری.یکی از مریدان خواجه عبدالله انصاری گفتارهایی از او را که به گویش هراتی کهن بوده گرد آورد و پس از آن در سدهٔ نهم هجری عبدالرحمن جامی آن گفتارها را از گویش هراتی به عبارت فارسی معمول درآورده و کتاب نفحات الانس معروف را ساخته است.

## ویژگی‌های بیان

### تبدیل فتحه به کسره
در گویش هراتی پافشاری بسیار کمی بر تلفظ فتحه وجود دارد و می‌شود گفت که دگرگونی فتحه به کسره از برجسته‌ترین ویژگی‌های گویش هراتی است. برای نمونه، بیشتر نام‌های عربیِ مردان، که بر وزن «فَعیل» هستند بر وزن «فِعیل» گفته می‌شوند، مانند:
- مَتین ← مِتین

درواقع، فتحهٔ نخستِ واژه‌های یک‌بخشی (تک‌هجایی) به‌آسانی در گویش هراتی گفته می‌شود، مانند دَر، سَر، هَر، قَهر، شهَر و…، ولی هنگامی که واژه دوبخشی یا بیشتر باشد، در گویش هراتی، فتحهٔ حرف نخست، نه کاملاً تبدیل به کسره، بلکه همانند عرب‌ها، به صورت آوایی میان فتحه و کسره گفته می‌شود:
- هَر + ی = هِری؛
- سَر + ی = سِری؛
- دَر+ ی = دِری؛
- شَهر+ ی = شِهری.

### حذف حرف آخر برخی کلمات
در گویش هراتی، حرف آخر برخی کلمات چهار حرفی که حرف سوم آنها حرکت کشیده (او، آ، ای) و حرف آخر آنها ساکن است حذف می‌شود.
برای مثال
- بشین = بِشی
- همین = هَمی
- کدام = کدوم = کِدو

## دستور زبان

### ضمایر

#### ضمایر فاعلی
تلفظ برخی از ضمایر مفعولی در گویش هراتی با فارسی معیار متفاوت است.

### اول شخص مفرد
مِ (me) = من

### سوم شخص مفرد
ای (i) = این

### دوم شخص جمع
شِما (šemâ) = شما

### سوم شخص جمع
اونا (unâ) = آن‌ها
اینا (inâ) = این‌ها، ایشان

#### ضمایر اشاره
اینجی (inji) یا اینجیگا (injigâ) = اینجا
اونجی (unji) یا اونجگا (unjegâ) = آنجا
- اشاره به نزدیک مفرد

### همی (hami) یا هنمی (henami) =همین
- اشاره به نزدیک جمع

### همینا (haminâ) یا هنمینا (henaminâ) =همینها
- اشاره به دور مفرد

### همو (hamu) یا هنمو (henamu) =همان
- اشاره به دور جمع

### فعل و زمان‌های فعلی

#### ضمایر متصل
اول شخص مفرد
- ـُم (om) مثال: گفتُم

دوم شخص مفرد
- ی (i) مثال: گفتی

سوم شخص مفرد
- ـَک (ak) مثال: گفتَک (البته در اغلب موارد کلمهٔ «گفت» استعمال می‌شود)

اول شخص و دوم شخص جمع
اول شخص و دوم شخص جمع در گویش هراتی به یک صورت تلفظ می‌شود و تشخیص آن بستگی به جمله دارد.
- ـِم (em) مثال گفتِم = گفتیم یا گفتید

سوم شخص جمع
سوم شخص جمع در گویش هراتی مانند اول شخص مفرد در فارسی معیار تلفظ می‌شود.
- ـَم (am) مثال = گفتَم

#### وجه

##### وجه ساده
تلفظ ماضی ساده در گویش هراتی بدین صورت است که به‌جای می (mi) از مِ (me) استفاده می‌شود.
- مِگُم (megom) = می‌گویم
- میگی (mi gi) = می‌گویی
- مِگِه (mege) = می‌گوید
- مِگِم (megem) = می‌گوییم
- مِگِن (megen) = می‌گویید
- مِگَن (megan) = می‌گویند

##### وجه التزامی
در گویش هراتی تأکید زیادی بر استفاده از وجه التزامی است. مثال:
- بِرفتُم (bereftom) = رفتم

در برخی موارد به‌جای افزودن بِ (be) از بُ (bo) و بی (bi) استفاده می‌شود.
- بُگفت (bogoft) = بِگفت
- بییاماده (biyâmâde) = بیامده (آمده است)

درواقع، در بیشتر افعال زمان ماضی ساده، حرف «ب» اضافه می‌شود.
- بِرفتم (bereftom) = رفتم
- بُگفتی (bogofti) = گفتی
- بخورد (boxord) = خورد

##### گذشتهٔ مستمروحال ملموس
گویش هراتی برخلاف گویش‌های شرقی زبان فارسی دارای دو زمان گذشته مستمر و حال ملموس است. این دو زمان در گویش هراتی با مفهومی کاملاً یکسان و ساختاری متفاوت با فارسی ایران وجود دارد.
برای ساختن این دو زمان در گویش هراتی به‌جای استفاده از فعل کمکی داشتن از کلمهٔ هی (hey) استفاده می‌شود.
- گذشته مستمر: هی مِرِفتُم (hey mereftom)= داشتم می‌رفتم
- حال ملموس: هی مِزِنِه (hey mezene) =دارد می‌زند

##### استفاده از افعال ساده
برخلاف لهجه‌های دیگر شرقی فارسی در گویش هراتی استفاده از مصدرهای جعلی برای ساختن افعال ساده مرسوم است. به‌طور مثال افعالی چون رقصیدن در فارسی هرات کاملاً مرسوم است، درصورتی‌که در لهجه‌ای چون لهجهٔ کابلی جمله‌ای مانند «من می‌رقصم» گنگ و حتی تعجب‌برانگیز است و معمولاً از افعال مرکبی چون من رقص می‌کنم استفاده می‌شود.

### پسوندها

#### پسوند جمع
پسوند جمع ها در گویش هراتی اغلب به‌صورت آ (â) تلفظ می‌شود.
کتابا (ketâbâ) = کتاب‌ها

#### پسوندهای ملکی
کتابُم (ketâbom) = کتابَم
کتابتُ (ketâbto) = کتابُت
کتابِیو (ketâbeyo) = کتابَش
کتابما (ketâbmâ) = کتابمان
کتابشِما (ketâbšemâ) = کتابِتان
کتابِنا (ketâbenâ) = کتابِشان

### حروف

#### ادات پرسش
تلفظ ادات پرسش در گویش هراتی تفاوت کمی با سایر لهجه‌های زبان فارسی دارد. مانند:
- کی (ki) = که
- چی (Ci) = چه
- کُ (Ko) = کو…

درهنگام استفاده از ادات پرسش به‌همراه فعل سوم شخص مفرد، معمولاً فعل به‌صورت یه (ye) تلفظ می‌شود.
- چه است ← چییه (Ciye)

استثنای این قاعده در ترکیب که با فعل سوم شخص مفرد است که در این‌جا فعل به‌صورت نه (ne) تلفظ می‌شود.
- که است ← کینه (kine) (در لری نیز که است این‌گونه تلفظ می‌شود)

## واژه‌ها
واژه‌های فراوانی در هراتی وجود دارد که معمولاً در فارسی معیار مرسوم نیست بسیاری از این واژگان در دیگر گویش‌های زبان فارسی و به‌ویژه گویش‌های شرق ایران و غرب افغانستان نیز وجود دارد. نمونه:
فارسی معیار ← ببین
هراتی و شیرازی ← سیکو (seyko، برگرفته از: سِیر کن)
- آمخته (عادت کرده)
- پِنوم (پنهان)
- سیوا (جدا)
- لَکتو (آویزان)
- کلیز (زنبور)
- کلیز خمبه (زنبور گاوی، زنبور سرخ آسیایی)
- چِغُک (coγok) = گنجشک
- سبست (یونجه)
- سیپک سیپک زدن: ورجه وورجه کردن
- خودِی: همراه با (خودی رحیم برو: همراه رحیم برو)
- خو: خود
- چاشت: ظهر
- مِگری: باید
- اِستوندن: ستاندن
- شو: شب
- پُلوش داغ (puluš dâγ) = نقره‌داغ
- حکته (hekete) = حکایتِ
- دیکی = دهاتی

نسبت‌های خانوادگی:
- خُسُر = پدرزن یا پدرشوهر
- خُشو = مادرزن یا مادرشوهر
- خُشلوچه = خواهرزن یا خواهرشوهر
- خُسر بوری = برادرزن یا برادرشوهر

## راهنمای آوانویسی
در این نوشتار از نمادهای زیر برای آوانویسی استفاده شده است:
- â = مانند حرف آ در واژهٔ آبادان
- a = مانند حرف ا در واژهٔ احمد
- e = مانند حرف ا در واژهٔ ابراهیم
- c = چ
- i = مانند حروف ای در واژه ایران
- š = ش
- q = ق
- γ = غ
- o = تلفظ حرف اُ در واژهٔ امید
- u = تلفظ حرف و در واژهٔ کوچه
- x = خ
- ž = ژ